# Николай Пантев
Николай Пантев (роден на 28 ноември 2001) е български футболист, който играе като полузащитник. От януари 2023 г. е състезател на Волов (Шумен).

## Биография
Пантев започва да тренира футбол в ранна детска възраст в академията на Черно море (Варна). След това преминава през школите на Спартак (Варна), Локомотив (Пловдив) и Сокол (Марково), преди отново да се завърне при „моряците“.
През 2018 г. подписва договор със Спартак (Варна), където изиграва общо 12 мача за първия отбор. През лятото на 2020 г. става част от отбора на Черноморец (Балчик). Основен играч в тима през сезон 2020/21. С Черноморец достига до осминафиналите в турнира за Купата на България, където балчиклии отпадат от елитния Ботев (Враца).
През юли 2021 г. Пантев преминава в Светкавица (Търговище), където играе през есенния полусезон. През януари 2022 г. е привлечен във Вихрен (Сандански) от старши треньора Емил Велев. След това осъществява екзотичен трансфер в камерунския Виктория Юнайтед, а от началото на 2023 г. е част от Волов (Шумен).